# Gefährliche Liebschaften (1959)
Gefährliche Liebschaften (Originaltitel: Les Liaisons dangereuses) ist eine französisch-italienische Verfilmung des gleichnamigen Briefromans (1782) von Choderlos de Laclos aus dem Jahr 1959 mit Jeanne Moreau und Gérard Philipe.

## Handlung
Juliette de Merteuil und der Vicomte de Valmont führen eine offene Ehe im Paris der 1950er Jahre. Sie finden Gefallen daran, sich gegenseitig zu betrügen und sich anschließend von ihren amourösen Abenteuern zu erzählen. Als sich Juliettes Geliebter Jerry Court entschließt, ihre junge Cousine Cécile Volanges zu heiraten, fordert Juliette ihren Mann auf, Cécile vor der Hochzeit zu verführen. Das junge Mädchen ist jedoch eigentlich in den Studenten Danceny verliebt, der sie bittet, auf ihn zu warten, bis er sein Studium beendet hat. Gemeinsam mit Court und ihrer Mutter Madame Volanges fährt Cécile in den französischen Wintersportort Megève. Dort trifft auch Valmont ein, dem Cécile von ihrer heimlichen Liebe zu Danceny berichtet. Als Valmont beim Skifahren stürzt, lernt er die schöne Marianne Tourvel kennen. Mit ihrer Mutter und ihrer kleinen Tochter Caroline macht die aus Dänemark stammende Marianne Winterurlaub, während ihr Mann Henri auf einem Kongress weilt. Ihre sittsame Zurückhaltung und Tugendhaftigkeit ziehen Valmont sofort an. Juliette, der Valmont in einem Brief von Marianne vorgeschwärmt hat, reist schließlich ebenfalls nach Megève.
Cécile erhält derweil ein Tonband mit einer Nachricht von Danceny, die sie sich gern anhören möchte. Valmont, der im selben Hotel untergebracht ist, bietet ihr an, sein Tonbandgerät zu benutzen. Als Cécile bereits schläft, geht Valmont mit dem Gerät in ihr Zimmer und weckt sie auf. Während sie sich Dancenys Liebeserklärung anhören, nähert sich Valmont Cécile. Sie bittet ihn zu gehen. Als er ihr mit einem Skandal droht, gibt sie sich ihm notgedrungen hin.
Zu Silvester sehen sich Valmont und Marianne in einer Skihütte wieder. Valmont fordert sie zum Tanz auf und gibt um Mitternacht ihr statt Juliette den ersten Kuss im neuen Jahr. Während er mit Juliette tanzt, warnt Madame Volanges Marianne vor Valmonts Absichten. Obwohl er Marianne gleich zu Beginn ihrer Bekanntschaft von seiner offenen Ehe und seinen Affären erzählt hat, ist Marianne wütend, dass er auch sie offenbar als Beute betrachtet. Auf seinem Zimmer, das er Marianne zur Verfügung gestellt hat, gesteht Valmont Marianne seine Liebe. Sie weist ihn ab. Juliette ist unterdessen überzeugt, dass Valmont Marianne mehr liebt als sie. Um zu beweisen, dass dies nicht der Fall ist, soll Valmont, nachdem er Marianne erobert hat, diese fallen lassen.
Sowohl Juliette als auch Marianne reisen schließlich ab. Während sich Juliette aus beruflichen Gründen nach New York begibt, kehrt Marianne in ihr Haus in Paris zurück. Da er sie telefonisch nicht erreichen kann, fährt auch Valmont nach Paris. Er sucht Marianne auf und sagt ihr, dass er Frankreich verlassen werde, um sie zu vergessen. Als er ihr zu verstehen gibt, dass er sich aus unerwiderter Liebe zu ihr umbringen wolle, gibt Marianne nach und lässt sich von ihm küssen. In einem weiteren Brief an Juliette schwärmt Valmont von seiner gemeinsamen Nacht mit Marianne. Als Juliette aus New York zurückkehrt, berichtet ihr Cécile, dass sie von Valmont schwanger sei. Auf Céciles Bitte hin soll Juliette mit Danceny sprechen und ihn dazu bewegen, Cécile zu heiraten. Juliette rät ihm stattdessen von einer Heirat ab, die zu diesem Zeitpunkt seiner Karriere im Weg stünde.
Nach einem gemeinsamen Kurzurlaub in der Normandie bringt es Valmont nicht über sich, Marianne den Laufpass zu geben. In seinem Beisein gibt Juliette ein Telegramm an Marianne auf, mit dem sie die Beziehung in Valmonts Namen für beendet erklärt. Juliette will sich daraufhin auf einer Party mit Danceny treffen, an dem sie in der Zwischenzeit Gefallen gefunden hat. Valmont missfällt Juliettes Vorhaben und erscheint mit Cécile auf der Party. Cécile und Danceny sprechen sich aus und tanzen miteinander. Um sich an Valmont dafür zu revanchieren, übergibt Juliette Danceny in seiner Wohnung einen Brief von Valmont. Aus dem Schriftstück geht hervor, dass Valmont Céciles Liebhaber war. Eifersüchtig kehrt Danceny zur Party zurück, wo sich Valmont unterdessen betrunken hat, und verpasst seinem Rivalen einen Fausthieb. Valmont fällt zu Boden und schlägt dabei mit dem Kopf unglücklich auf dem Boden auf. Marianne erfährt aus der Zeitung von Valmonts Tod. Ihre Mutter findet sie daraufhin geistig verwirrt vor. Als ein Polizeiinspektor Nachforschungen einleitet, verbrennt Juliette Briefe in einem Waschbecken und fängt dabei selbst Feuer. Beim anschließenden Gerichtsprozess steht sie mit entstelltem Gesicht der Presse gegenüber.

## Hintergrund
Vor der Veröffentlichung der Choderlos-de-Laclos-Verfilmung gab es in Frankreich eine Kontroverse, ob sie trotz moralischer Bedenken überhaupt freigegeben werden könne. Schließlich wurde sie nur für Erwachsene zugelassen und am 9. September 1959 in Paris uraufgeführt. Einen Tag später ging der Film in Frankreich in den allgemeinen Verleih und entwickelte sich zum größten Kassenerfolg in den Kinos des Landes seit 1954. 
Der Export des Films ins Ausland wurde verboten, angeblich weil er nicht repräsentativ für den französischen Film sei. 1961 wurde das Exportverbot aufgehoben. In Deutschland kam Gefährliche Liebschaften am 6. Oktober 1961 in die Kinos. Am 25. Dezember 1972 wurde die Literaturverfilmung von DFF 1 erstmals im deutschen Fernsehen gezeigt.
Der männliche Hauptdarsteller, Gérard Philipe, starb elf Wochen nach der Premiere im Alter von 36 Jahren an Leberkrebs. Jeanne Moreau gelang mit dem Film der Durchbruch zum Leinwandstar. 

## Kritiken
Das Lexikon des internationalen Films bewertete den Film als „[e]her genüßlich als kritisch, eher geschmäcklerisch als kunstvoll und eher spekulativ als seriös“. So werde „mit viel modischem Schick eine französische Variante des ‚Dolce Vita‘ geschildert“. Cinema konstatierte, dass Regisseur Roger Vadim „kein Meisterwerk“ gelungen sei „im Gegensatz zu Stephen Frears, der Glenn Close und John Malkovich 1988 lüstern um die Wette intrigieren ließ“. Der Soundtrack von Thelonious Monk „blubbert nur so vor sich hin“, heißt es des Weiteren. Das nüchterne Fazit lautete daher: „So dekadent wie ein Nierentisch.“
Die Fernsehzeitschrift Prisma sah den „[w]ährend des Erwachens der nouvelle vague gedreht[en]“ Film als eines der „Werke unkonventioneller Autorenfilmer wie François Truffaut und Jean-Luc Godard“. Mit Gefährliche Liebschaften habe Regisseur Vadim die Choderlos-de-Laclos-Vorlage „im Paris der eleganten Partys und Jazzclubs der späten Fünfzigerjahre wieder lebendig [gemacht]“.

## Soundtrack
Die in den Partyszenen verwendeten Jazzstücke von Duke Jordan, eingespielt von Art Blakey und The Jazz Messengers, erschienen auf der Soundtrack-LP Les Liaisons Dangereuses 1960.
Die von Thelonious Monk stammenden Stücke wurden 2017 wiederentdeckt und ebenfalls als Les Liaisons Dangereuses 1960 auf LP und CD veröffentlicht.

## Deutsche Fassung
Eine deutsche Synchronfassung entstand 1961 in München.
| Rolle                | Darsteller             | Synchronsprecher   |
| -------------------- | ---------------------- | ------------------ |
| Juliette de Merteuil | Jeanne Moreau          | Marion Degler      |
| Vicomte de Valmont   | Gérard Philipe         | Robert Graf        |
| Marianne Tourvel     | Annette Stroyberg      | Rosemarie Fendel   |
| Jerry Court          | Nicolas Vogel          | Niels Clausnitzer  |
| Prévan               | Boris Vian             | Klaus Schwarzkopf  |
| Danceny              | Jean-Louis Trintignant | Klaus Kindler      |
| Madame Volanges      | Simone Renant          | Marianne Wischmann |
| Skifahrer            | Serge Marquand         | Werner Uschkurat   |